# Сандро Пуппо
Сандро Пуппо (італ. Sandro Puppo; 28 січня 1918, П'яченца — 16 жовтня 1986, П'яченца) — італійський футболіст. По завершенні ігрової кар'єри — тренер.
Чемпіон Італії. Дворазовий володар Кубка Італії.

## Ігрова кар'єра
У дорослому футболі дебютував 1934 року виступами за команду клубу «П'яченца», в якій провів три сезони, взявши участь у 73 матчах чемпіонату.
1936 року був включений до складу збірної Італії для участі у Олімпійських іграх 1936 року. На турнірі, що проходив у Берліні, італійці вибороли титул олімпійських чемпіонів, проте Пуппо на поле у рамках цього змагання не виходив. Згодом також жодної офіційної гри за збірну не провів.
Протягом 1937–1939 років захищав кольори команди клубу «Амброзіана-Інтер».
Своєю грою за останню команду привернув увагу представників тренерського штабу клубу «Венеція», до складу якого приєднався 1939 року. Відіграв за венеційський клуб наступні п'ять сезонів своєї ігрової кар'єри. Більшість часу, проведеного у складі «Венеції», був основним гравцем команди.
Згодом з 1945 по 1949 рік грав у складі команд клубів «П'яченца», «Венеція» та «Рома».
Завершив професійну ігрову кар'єру у клубі нижчої ліги «Тієне», за команду якого виступав протягом 1949–1950 років як граючий тренер.

## Кар'єра тренера
Розпочав тренерську кар'єру, ще продовжуючи грати на полі, 1945 року, очоливши тренерський штаб клубу «П'яченца».
Надалі очолював команди італійських клубів «Тієне», «Венеція», «Роверето», «Ювентус», «Местрина», «Сіракуза». Також працював за кордоном, зокрема у 1954-55 очолював команду «Барселони», а протягом 1953–1954 та 1960–1961 років був головним тренером турецького «Бешикташа». В Туреччині італійський фахівець також працював з національною збірною цієї країни, очолював її тренерський штаб у 1952–1954, 1960–1962 та 1964–1966 роках. Під керівництвом Пуппо турки брали участь у своєму першому великому міжнародному турнірі — чемпіонаті світу 1954 року.
Останнім місцем тренерської роботи був клуб «П'яченца», команду якого Сандро Пуппо очолював як головний тренер до 1967 року.

## Досягнення
- Чемпіон Італії:

«Амброзіана-Інтер»: 1937-38
- Володар Кубка Італії:

«Амброзіана-Інтер»: 1938-39
«Венеція»: 1940-41
- Олімпійський чемпіон: 1936